# 1er/3e Bataillon de Lanciers (Belgique)
 (février 2025).
 (février 2025).
La mise en forme du texte ne suit pas les recommandations de Wikipédia : il faut le « wikifier ».
Les points d'amélioration suivants sont les cas les plus fréquents. Le détail des points à revoir est peut-être précisé sur la page de discussion.
- Les titres sont pré-formatés par le logiciel. Ils ne sont ni en capitales, ni en gras.
- Le texte ne doit pas être écrit en capitales (les noms de famille non plus), ni en gras, ni en italique, ni en « petit »…
- Le gras n'est utilisé que pour surligner le titre de l'article dans l'introduction, une seule fois.
- L'italique est rarement utilisé : mots en langue étrangère, titres d'œuvres, noms de bateaux, etc.
- Les citations ne sont pas en italique mais en corps de texte normal. Elles sont entourées par des guillemets français : « et ».
- Les listes à puces sont à éviter, des paragraphes rédigés étant largement préférés. Les tableaux sont à réserver à la présentation de données structurées (résultats, etc.).
- Les appels de note de bas de page (petits chiffres en exposant, introduits par l'outil «  Source ») sont à placer entre la fin de phrase et le point final[comme ça].
- Les liens internes (vers d'autres articles de Wikipédia) sont à choisir avec parcimonie. Créez des liens vers des articles approfondissant le sujet. Les termes génériques sans rapport avec le sujet sont à éviter, ainsi que les répétitions de liens vers un même terme.
- Les liens externes sont à placer uniquement dans une section « Liens externes », à la fin de l'article. Ces liens sont à choisir avec parcimonie suivant les règles définies. Si un lien sert de source à l'article, son insertion dans le texte est à faire par les notes de bas de page.
- La présentation des références doit suivre les conventions bibliographiques. Il est recommandé d'utiliser les modèles {{Ouvrage}}, {{Chapitre}}, {{Article}}, {{Lien web}} et/ou {{Bibliographie}}. Le mode d'édition visuel peut mettre en forme automatiquement les références.
- Insérer une infobox (cadre d'informations à droite) n'est pas obligatoire pour parachever la mise en page.

Pour une aide détaillée, merci de consulter Aide:Wikification.
Si vous pensez que ces points ont été résolus, vous pouvez retirer ce bandeau et améliorer la mise en forme d'un autre article.
 (février 2024).
- Si vous ne connaissez pas le sujet, laissez ce bandeau (vous pouvez alors contacter les auteurs).
- Si vous supprimez le contenu mis en cause (vous pouvez préalablement contacter les auteurs),

argumentez précisément cette suppression dans la page de discussion
(un manque de référence n'est pas un argument ; une recherche réelle de référence doit avoir été effectuée, être formellement documentée).
Le 1er/3e Bataillon de Lanciers est une unité de cavalerie blindée de la composante terre des forces armées belges. Il fait partie de la Brigade Motorisée.

## Historique
Le 12 septembre 2003 marque la naissance du 1ᵉʳ/3ᵉ Régiment de Lanciers, issu de la fusion entre le 1ᵉʳ Régiment de Lanciers et son régiment frère, le 3ᵉ Lanciers, dont il reprend officiellement les traditions.
Cette transition historique est célébrée lors des Fastes régimentaires, au cours d’une cérémonie solennelle comprenant :
- La remise de commandement entre le lieutenant-colonel breveté d’état-major Guy Buchsenschmidt, dernier Chef de Corps du 1ᵉʳ Régiment de Lanciers, et son successeur, le lieutenant-colonel breveté d’état-major Jean-Paul Deconinck, premier chef de corps du 1ᵉʳ/3ᵉ Régiment de Lanciers.
- La reprise de l’étendard du 3ᵉ Régiment de Lanciers, scellant ainsi l’héritage et l’identité de cette nouvelle unité.

Cette fusion symbolise à la fois la continuité des traditions et l’adaptation de l’unité aux enjeux contemporains.
De mars à juillet 2004, l'Escadron B, avec des renforts d’autres unités et d’un détachement Luxembourgeois, se voit confier la mission Belukos 15 au Kosovo. Le détachement est placé sous les ordres du bataillon français (BATFRA) de la brigade multinationale Nord-Est.
Dans le même temps, les chars Leopard 1A5(BE) de l'Escadron C et celui du Chef de Corps sont évacués, tandis que l'Escadron C devient l'élément d'infanterie légère du Régiment équipé de véhicules de la famille Unimog.
De juillet à novembre 2006, le 1er/3e Régiment de Lanciers est désigné comme unité pilote pour la mission ISAF 11 sur l’aéroport de Kaboul en Afghanistan.
Dès le début de l’année 2007, le Régiment de retour de mission, subit une restructuration en trois phases des escadrons de combat qui préfigure la structure des futurs bataillons médian, d’abord les AIFV certains Léopard sont évacués (2008-2011) pour recevoir les AIV 30 mm à partir de 2011. Les derniers Léopard I sont évacués (2011-2013) pour être remplacé par des AIV C90mm dès 2014.
De fin juin 2008 jusque fin octobre 2008, le Régiment a été déployé une seconde fois en Afghanistan pour assurer la sécurité et la protection de l’aéroport de Kaboul lors de la mission ISAF 17.
Le 28 mai 2010, le 1er/3e Régiment de Lanciers change de dénomination et devient le Bataillon médian 1er/3e Lanciers.
De mi-juin 2010 jusque fin octobre 2010, un peloton de Lanciers renforce un peloton du 4e Génie de Amay pour la mission BELUFIL 12 au Liban.
Le 15 avril 2011 l’étendard du 3e Régiment de Lanciers est remis au Musée Royal de l’Armée, l’étendard du 1er Lanciers reste le seul à la garde du bataillon.
Le 4 octobre 2012 marque une première historique pour le bataillon : il est placé sous le commandement d’un chef de corps issu non pas de la cavalerie, mais de l’infanterie : le Lieutenant-colonel breveté d’état-major Marc Bastin.
De décembre 2012 jusque mai 2013, le 1er/3e Lanciers déploie un détachement à Kunduz en Afghanistan afin d’assurer le monitoring de l’armée nationale afghane durant ses opérations et son entraînement.
Le 23 octobre 2013 voit pour la dernière fois un tir de char Leopard I aux couleurs du bataillon. Ce dernier tir est effectué sur le stand 9 du camp de Bergen-Hohne devant des anciens des 1er et 3e Lanciers invités pour la circonstance.
En mai 2014 le bataillon obtient sa certification OTAN comme « bataillon d’infanterie médiane ».
Depuis le 16 janvier 2015 et à la suite de l'attentat contre Charlie Hebdo, le bataillon est engagé, sur le territoire national, dans l’opération OVG (Operation Vigiliant Guardian)
De mai 2015 à septembre 2015, l’escadron C est déployé à Koulikoro au Mali, dans le cadre de l'EUTM (European Union Training Mission).
Après l'annexion de la Crimée par la Russie en 2014 et l'invasion de l'Ukraine par la Russie, les états membres de l'OTAN ont décidé, lors du sommet de Varsovie en 2016, de déployer quatre groupes de bataillons multinationaux au sein des pays membres les plus exposés. Dans ce cadre sécuritaire de réassurance notamment des États baltes, le bataillon a été déployé en Lituanie du 27 septembre au 27 octobre 2016 lors de l’opération Baltic Piranha, dans le cadre de la mission RAP (Readiness Action Plan).
En 2017, deuxième changement d’appellation, le bataillon perd le « médian » et devient le 1er/3e Bataillon de Lanciers.
En 2018, le bataillon participera à la mission « enhanced Forward Presence » (eFP 2018/2) pour laquelle l’escadron A sera déployé avec ses appuis et un renfort infanterie des autres escadrons. Une cellule d’état-major du bataillon s’intègre également dans un état-major multinational dirigé par les Allemands.
D’avril à août 2020, le peloton éclaireur du bataillon, intégré à la force internationale et sous commandement allemand participe à la mission « Resolute Support Mission » (RSM 20/03) en Afghanistan. Cette mission s’effectue dans des conditions particulières et difficiles en raison de la crise sanitaire liée au COVID 19, mais elle a permis à la Défense d’assurer la continuité ses opérations et de ses engagements.
Du 26 février au 15 juillet 2022, l’Escadron B a participé à la mission AIGLE au sein du BGFP en Roumanie. À la suite de l’invasion de l’Ukraine par la Russie, l’OTAN a activé la VJTF (Very High Readiness Joint Task Force ou Force opérationnelle interarmées à très haut niveau de préparation) et a projeté des troupes pour le renforcement du flanc Est de l’Europe, dans les missions de réassurance de la posture dissuasive et défensive de l’OTAN. Le « Battle Group » belge a intégré, pour cette période, le 27e bataillon de chasseurs alpins de Annecy, placé sous le commandement du Colonel Vincent Minguet, chef de corps et commandant du groupement tactique de l'OTAN en Roumanie (BGFP).
Du 6 novembre 2023 au 27 février 2024, le bataillon a pris part à la mission Aigle 6, déployant un sous-groupement tactique interarmes (SGTIA) – sur base de l'escadron C – intégré au 12ᵉ Régiment de Cuirassiers (FRA) dans le cadre de l’opération Forward Land Forces (FLF) de l’OTAN. Cette mission vise à renforcer le flanc Est de l’Europe face aux menaces potentielles. Le contingent belge pour la mission se compose de deux éléments majeurs : le sous-groupement tactique interarmes (S-GTIA) belgo-luxembourgeois et d’une compagnie de service et appui au combat (Cie CSS). Si l’unité pilote est le 1er/3e Lanciers, le détachement est appuyé par une petite dizaine d’autres unités de la Défense, ainsi que par un peloton des forces armées luxembourgeoises. À cela, ajoutons quelques insérés au niveau du commandement du régiment français (état-major) auquel le détachement sera subordonné, provenant de 4 unités différentes. Au total, la force belge déployée représente 295 militaires, illustrant l’engagement opérationnel et la coopération interalliée au sein de l’OTAN.
Depuis le 8 octobre 2023, le bataillon fourni un détachement d'instructeurs au profit de la mission EUMAM UA (European Military Assistance Mission Ukraine).
Le 1ᵉʳ janvier 2025, le 1er/3e Bataillon de Lanciers retrouve son statut de « bataillon de cavalerie blindée », renouant ainsi avec son héritage et sa vocation première. Cette évolution marque une nouvelle étape dans son histoire et son engagement opérationnel. Actuellement organisé autour de véhicules Piranha Direct Fire, il évoluera vers une unité équipée de véhicules EBRC Jaguar, renforçant ainsi ses capacités de combat et son intégration dans les forces blindées modernes.

## Étendard
Les citations de l'étendard sont :
- « CAMPAGNE 1914-1918 »
- « NAMUR » (août 1914)
- « TERMONDE » (septembre 1914)

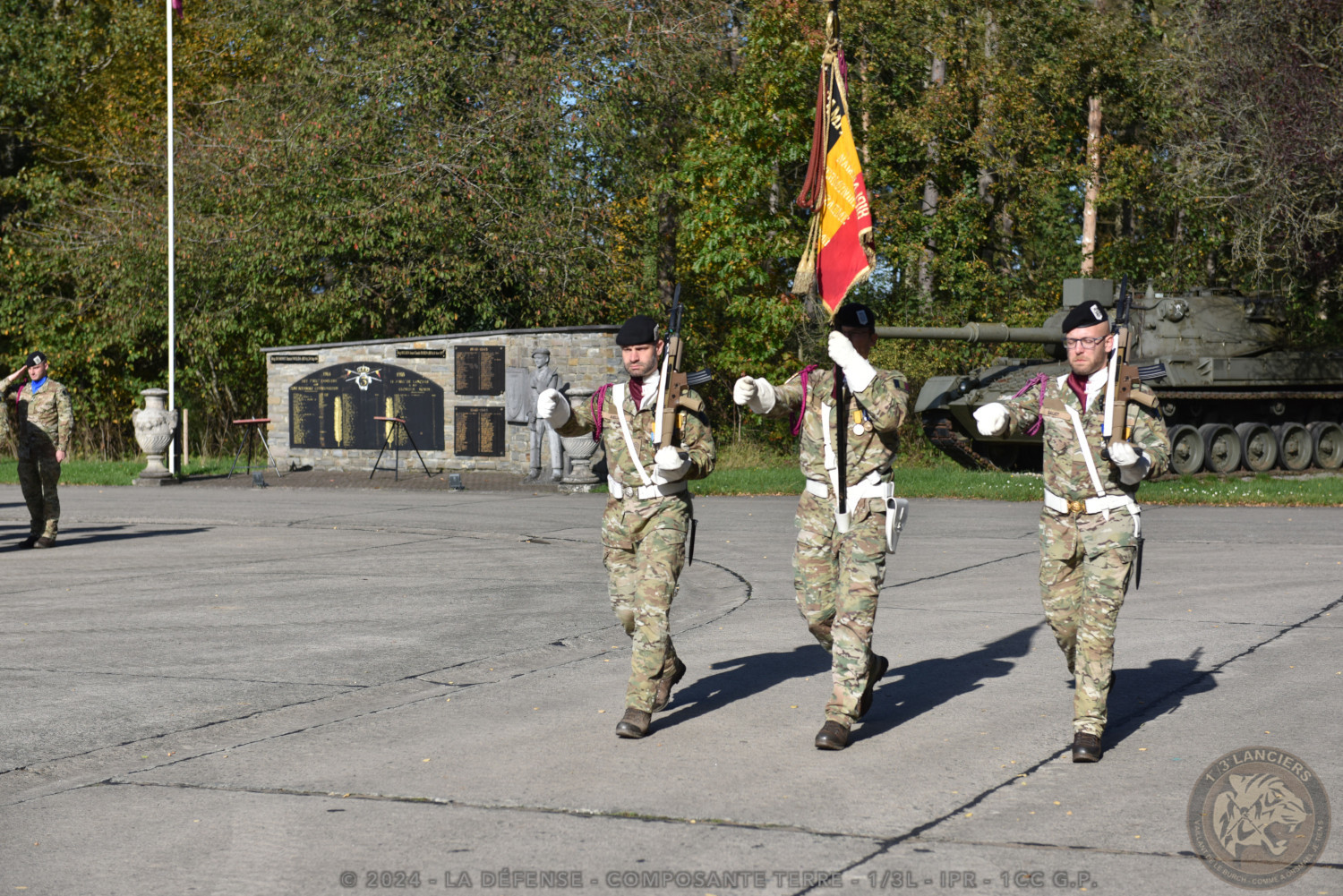

- « HANDZAEME » (14, 15 et 16 octobre 1918)
- « LA GETTE » (13, 14 mai 1940)
- « LA LYS » 1940 (GELUWE, FREZENBERG, PASSENDALE les 25, 26, 27 et 28 mai 1940)

### La fourragère
L’étendard a reçu, à la suite de la campagne 1914-1918, la fourragère aux couleurs de la Croix de Guerre française 1914-1918. À la suite des cinq citations attribuées pour les campagnes 1914-1918 et 1940-1945, l’étendard du Régiment a reçu la fourragère de troisième classe aux couleurs de l’Ordre de Léopold. Cette fourragère est portée à l’épaule droite par tous les Lanciers lors des cérémonies auxquelles participe l’étendard.

## Organisation
Le bataillon est composé d'un état-major et de 5 escadrons : 
- 01 escadron état-major et services (EMS), qui assure les appuis aux escadrons de combat, ainsi que les formations.
- 02 escadrons (A-B) Direct Fire sur AIV Piranha IIIC DF30, AIV Piranha IIIC DF90; et CLV Falcon
- 01 escadron (C) d'infanterie sur AIV Piranha IIIC fusiliers
- 01 escadron (D) de réserve opérationnelle, sur unimog.

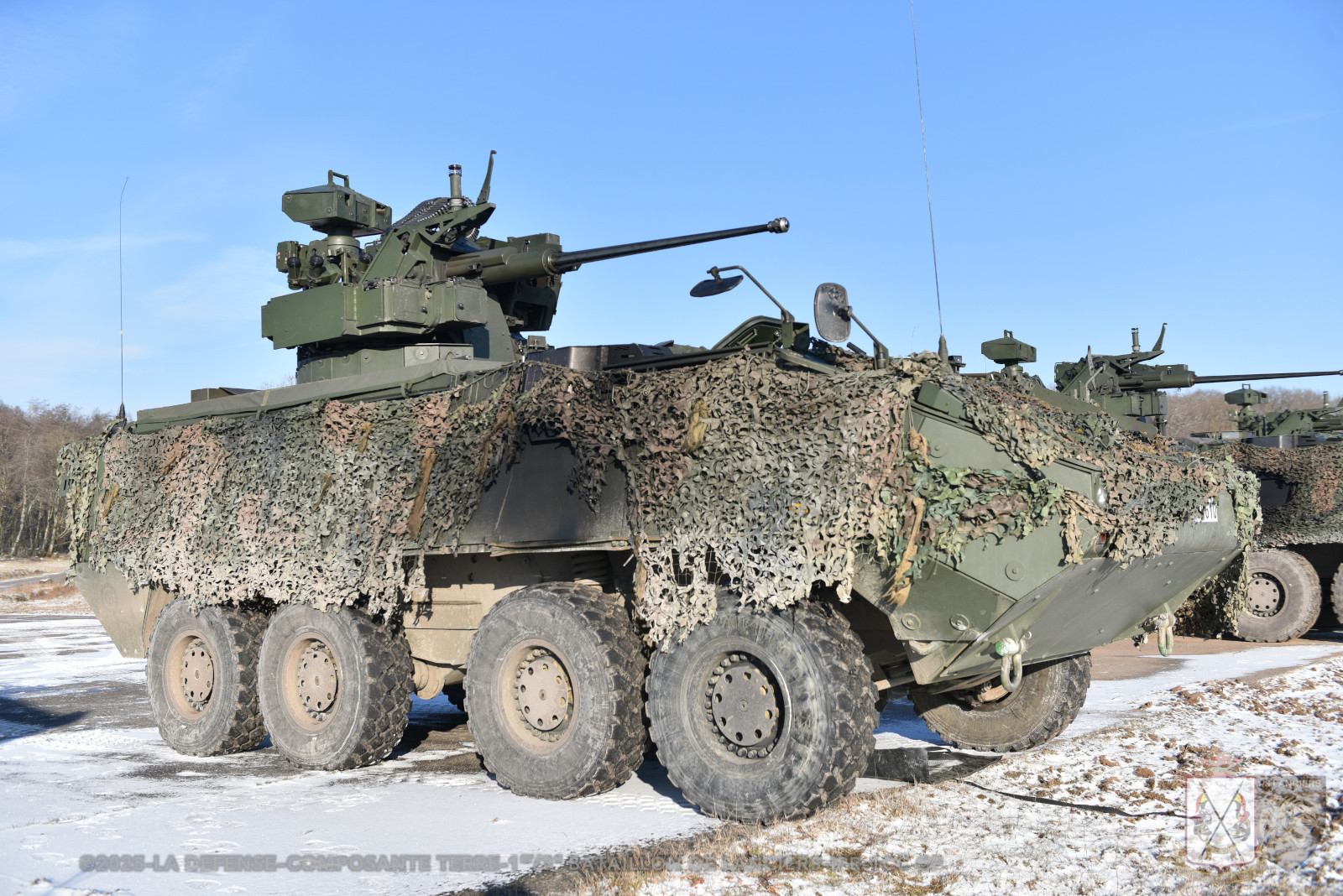
Piranha Direct Fire 30 mm + Spike

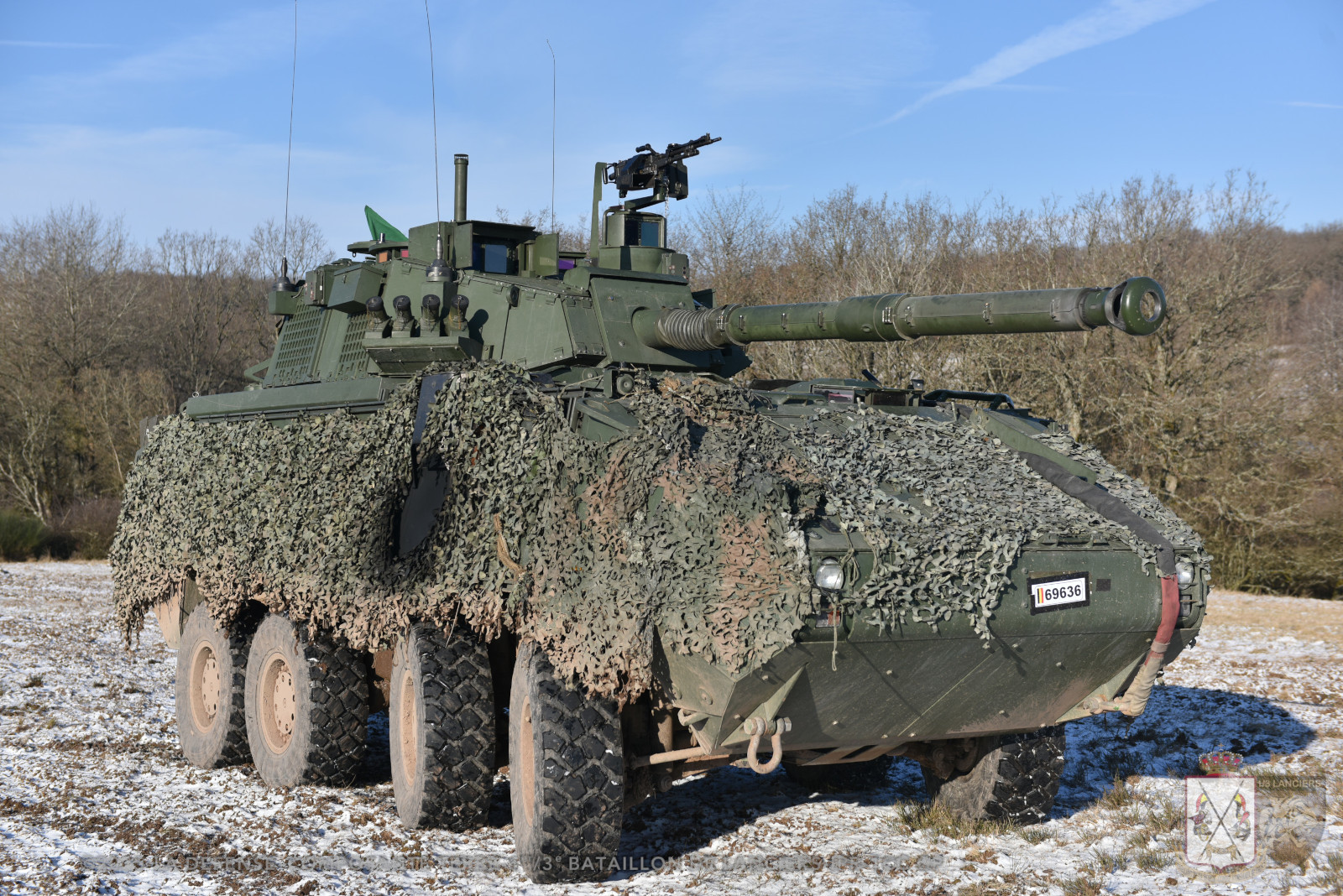
Piranha Direct Fire 90 mm

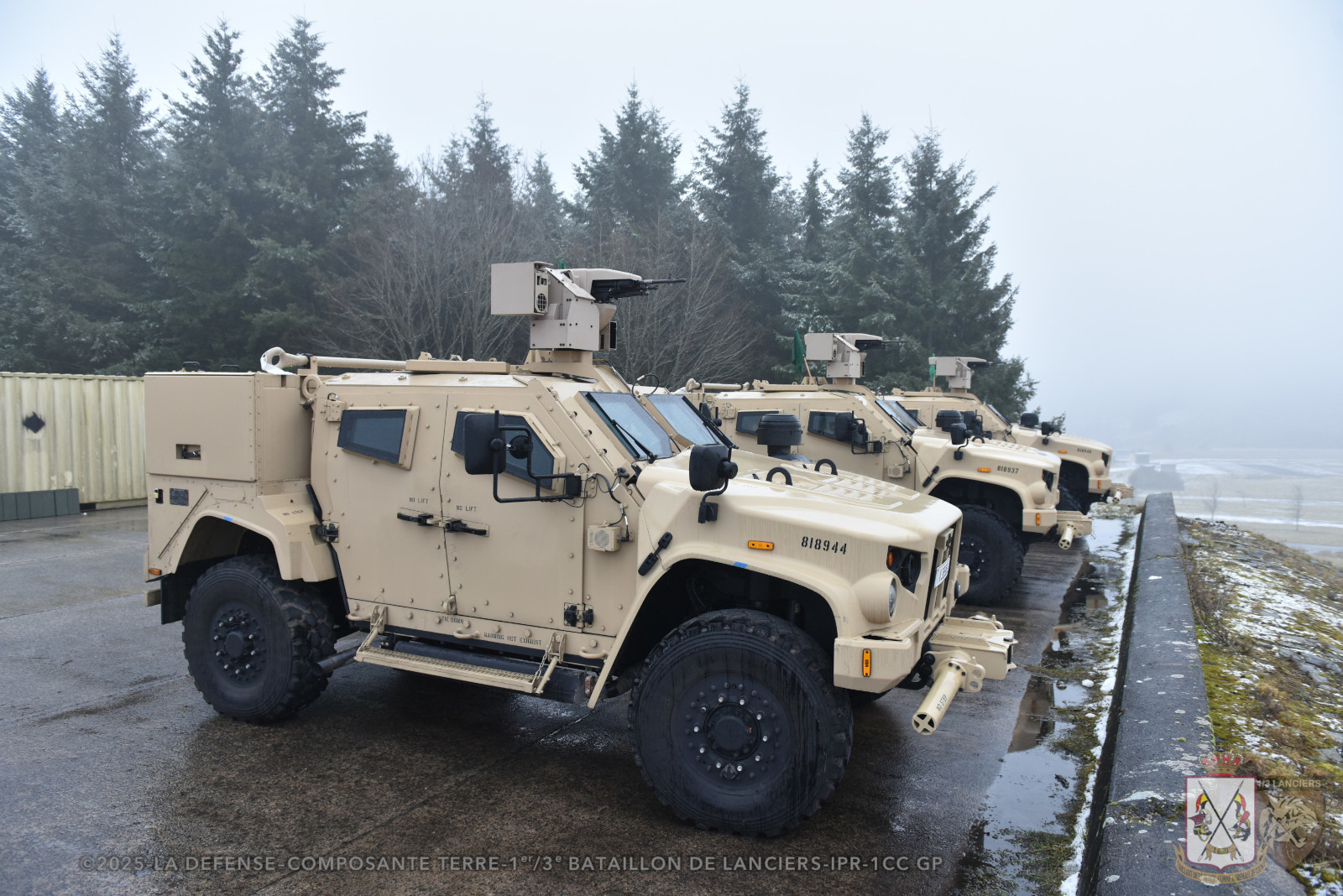
Oshkosh CLV Falcon

## Les traditions

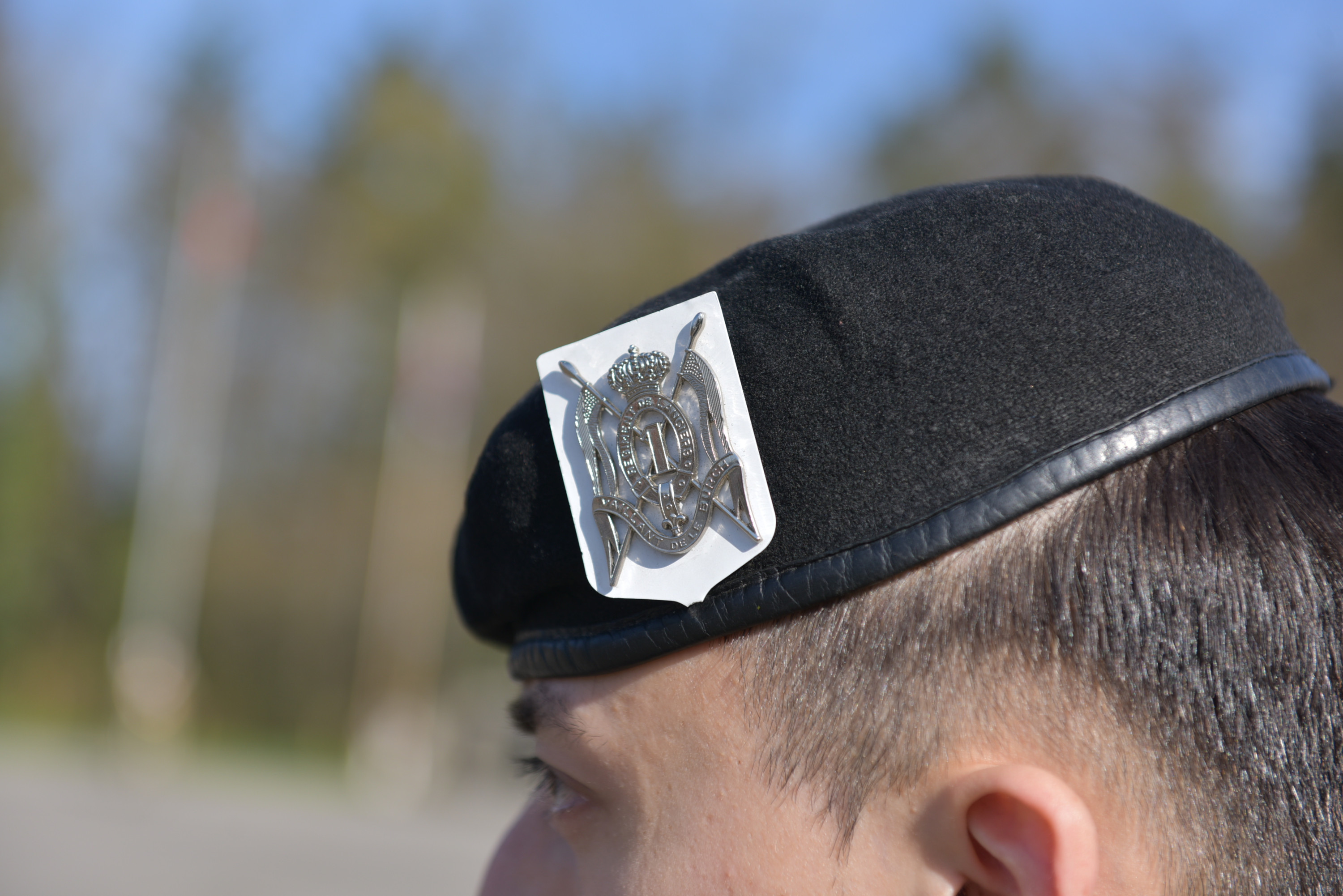
Béret et insigne

### Les couleurs
Les couleurs sont amarante et blanc. Chaque escadron a reçu une couleur distinctive :
- Rouge pour l’Escadron A ;
- Blanc pour l’Escadron B ;
- Bleu pour l’Escadron C ;
- Vert pour l'Escadron D ;
- Jaune pour l’Escadron État-major et Services.

### Le cri de guerre et de ralliement
Le cri de guerre du bataillon est « Vaillant de le Burch » qui était le cri de guerre du 1er Régiment de Lanciers.[

### L'insigne
L'insigne est composé de deux lances entrecroisées. Le chiffre « 1 » enfermé dans un ovale formé du ceinturon des anciennes tenues. Cet insigne, à quelques variantes près, fut toujours celui du 1er Régiment de Lanciers.

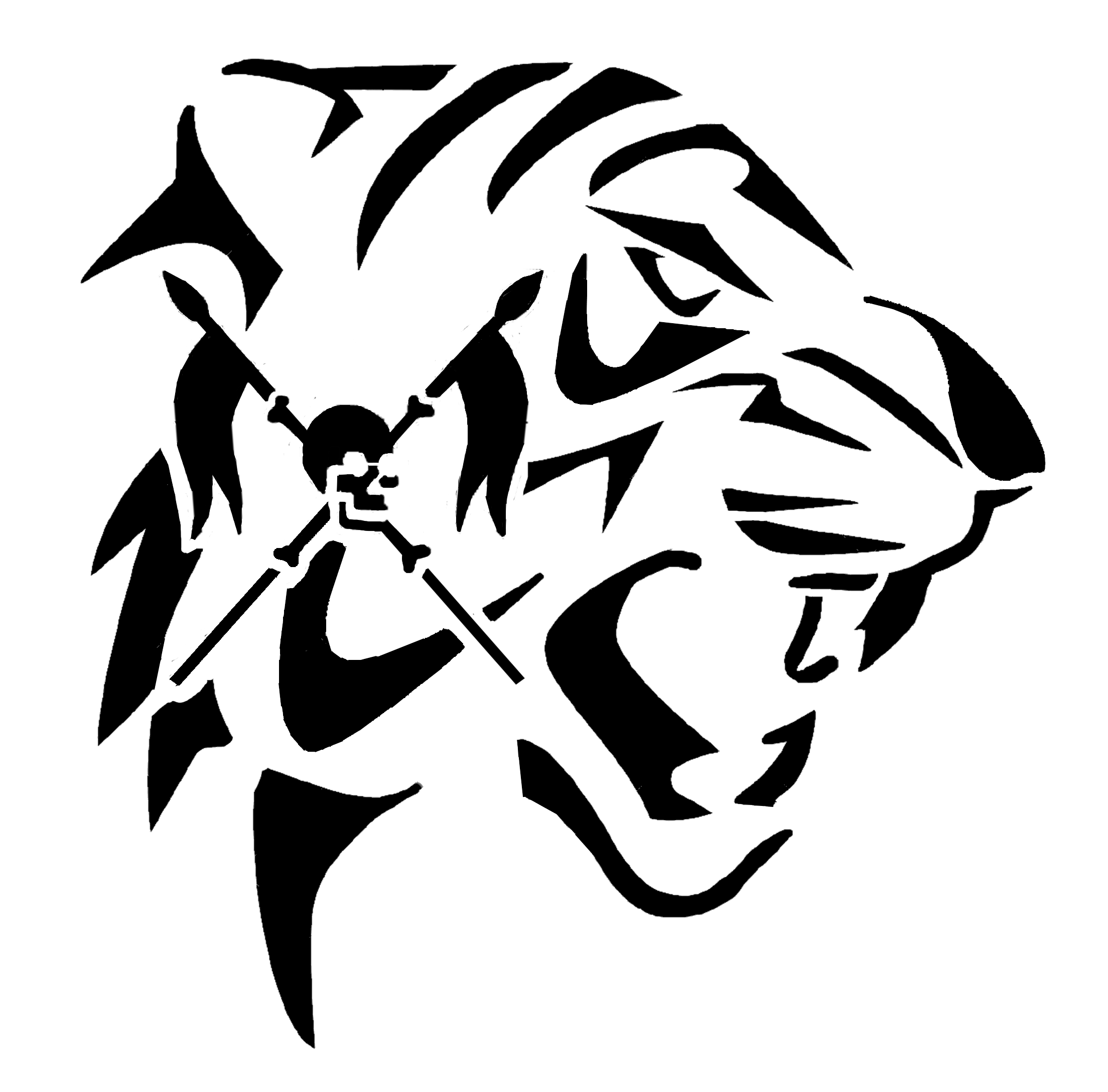
Logo tactique

### Le totem
Le Tigre : La tête de tigre, gueule ouverte et crocs menaçants. Le choix de ce totem date de la mobilisation du Régiment en 1938.
En 2018, les véhicules du bataillon arborent en leurs flancs une tête de tigre regardant vers l’avant. Dans celle-ci est incorporé une tête de mort regardant vers l’avant, en souvenir de l'emblème du 3e Lanciers. 

## Jumelage
- France - 5e régiment de dragons

## Villes affiliées et partenariat
- Spa est la ville marraine du 1er/3e Bataillon de Lanciers;
- Erezée est la ville marraine de l’Escadron A;
- Linter est la ville marraine de l’Escadron B;
- Paliseul est la ville marraine de l‘Escadron C;
- La Roche-en-Ardenne est la ville marraine de l’Escadron État-major et Services.

## Chefs de corps
1er/3e Régiment de Lanciers
| Lieutenant-colonel BEM Deconinck | Du 12.09.2003 au 21.10.2005 |
| Lieutenant-colonel BEM Quarre    | Du 21.10.2005 au 09.11.2007 |
| Lieutenant-colonel BEM Nocart    | Du 09.11.2007 au 05.02.2010 |

1er/3e Bataillon de Lanciers
| Lieutenant-colonel BEM Semal    | Du 05.02.2010 au 04.10.2012 |
| Lieutenant-colonel BEM Bastin   | Du 04.10.2012 au 16.01.2015 |
| Lieutenant-colonel BEM Hoggart  | Du 16.01.2015 au 17.02.2017 |
| Lieutenant-colonel BEM Marechal | Du 17.02.2017 au 12.09.2019 |
| Lieutenant-colonel BEM Dourte   | Du 12.09.2019 au 16.09.2021 |
| Lieutenant-colonel BEM Plas     | du 16.09.2021 au 28.09.2023 |
| Lieutenant-colonel BEM Verbreuk | du 28.09.2023 à maintenant  |